# 今井壮一
今井 壮一（壯一、いまい そういち、1948年（昭和23年）3月10日 - 2015年（平成27年）5月5日）は、昭和から平成時代の獣医寄生虫学者。

## 経歴
東京都文京区に生まれる。1970年（昭和45年）東京学芸大学教育学部特別教科教員養成課程理科を卒業後、1976年（昭和51年）東北大学大学院農学研究科博士課程修了。同大大学院農学研究科研究生を経て、日本獣医畜産大学獣医畜産学部助手に転じ、専任講師、助教授を経て、1992年（平成4年）教授となる。この間、東京大学農学部非常勤講師、中国内蒙古自治区畜牧獣医学研究所客員研究員、国立ザンビア大学獣医学部客員教授を務めた。ほか、東京学芸大学、宮崎大学、岩手大学でも非常勤講師を務めた。
1994年（平成6年）9月、「ルーメン内繊毛虫の分類学的研究」における業績により日本原生動物学会賞を受賞。2013年（平成25年） 日本獣医生命科学大学定年退官、同名誉教授。この間、農林水産省獣医事審議会特別委員、同省国際プロジェクト研究評価委員、厚生省中央薬事審議会臨時委員、日本獣医寄生虫学会会長、日本獣医生命科学大学大学院獣医生命科学研究科長、日本原生動物学会会長を歴任した。
2015年（平成27年）5月5日、入院先の東京女子医科大学病院にて死去した。死後、従五位、瑞宝小綬章が追贈された。